# Voodoo Glow Skulls
Voodoo Glow Skulls is een Amerikaanse ska-punk/rockband uit Riverside, Californië. De band werd in 1988 opgericht door de broers van Mexicaanse afkomst Frank, Eddie en Jorge Casillas.

## Bandleden
- Frank Casillas – Zang
- Eddie Casillas – Gitaar
- Jorge Casillas – Basgitaar
- Jerry O’Neill – Drums
- Ruben Durazo – Trombone
- Eric Fazzini - Trompet

## Discografie
- The Old Of Tomorrow - 1990
- We're Coloring Fun - 1992
- The Potty Training Years (1st release) - 1993
- Who Is, This Is? - 1994
- Firme - 1995
- Firme en Español (Spaanstalige uitvoering) - 1996
- Exitos Al Carbón - 1997
- Baile De Los Locos - 1997
- The Band Geek Mafia - 1998
- The Potty Training Years 1988-1992
- Symbolic - 2000
- Steady As She Goes - 2002
- Adicción, Tradición, Revolución - 2004
- Southern California Street Music - 2007